# Sebastian Romanowski
Sebastian Romanowski (ur. 20 lipca 1990 w Stargardzie) – polski zawodnik mieszanych sztuk walki (MMA) wagi koguciej oraz piórkowej. Walczył m.in. dla takich organizacji jak: Cage Warriors, FNG, ACB, KSW czy FEN. Brat innego zawodnika wagi półśredniej Tomasza Romanowskiego.

## Kariera MMA

### Cage Warriors, ACA
Od szóstego roku życia trenował zapasy, a później dołożył do tego boks i muay thai, by ostatecznie przejść na mieszane sztuki walki. Aktualnie trenuje ten sport pod okiem Tomasza Stasiaka oraz Piotra Bagińskiego.
Karierę w MMA rozpoczął w październiku 2010 roku. Wówczas wyszedł zwycięsko ze starcia z Leszkiem Kulikiem.
Na przestrzeni swojej kariery toczył walki m.in. dla brytyjskiego giganta Cage Warriors czy rosyjskich organizacji Fight Nights Global oraz Absolute Championship Berkut (aktualnie Absolute Championship Akhmat).

### KSW
W 2016 roku podpisał kontrakt z organizacją Konfrontacją Sztuk Walki, dla której stoczył dwie przegrane walki m.in. z Romanem Szymańskim na KSW 37 (zgarniając bonus za walkę wieczoru) oraz Łukaszem Rajewskim na KSW 38.

### FEN
Od 2020 roku związany z organizacją Fight Exclusive Night. 18 stycznia 2020 na gali FEN 27 w Szczecinie miał zmierzyć się z Vilsonem Juniorem, jednak ostatecznie w klatce FEN spotkał się z innym reprezentantem Brazylii, doświadczonym Rildeci Limą Diasem. Pojedynek potrwał pełen dystans trzy-rundowy, a walkę zwyciężył popularny „Szczena” decyzją jednogłośną.
Romanowski będąc na fali 3 zwycięstw z rzędu dostał szansę walki o pas mistrzowski FEN wagi koguciej. Podczas gali FEN 31 przegrał decyzją jednogłośną bój o tytuł z Duńczykiem, Jonasem Mågårdem.
W następnej walce miał zawalczyć ponownie o tytuł Fight Exclusive Night, podczas gali FEN 40 zaplanowanej na termin 18 czerwca 2022, gdzie zmierzyłby się z będącym na fali pięciu zwycięstw Mariuszem Joniakiem. Ostatecznie Romanowski w mediach społecznościowych poinformował fanów, że wypadł z tego zestawienia z powodu kontuzji, która mu nie umożliwia zawalczenia po raz drugi o pas. Potencjalne zestawienie Romanowskiego z Joniakiem było także planowane na galę FEN 43: Energa Fight Night Szczecin (16 grudnia 2022), jednak Romanowski ponownie wypadł z tego zestawienia.

### Blade Fights
4 lutego 2023 w hali Žalgiris Arena w Kownie wziął udział w turnieju Grand Prix Taure w kategorii piórkowej, organizowanym przez organizację Blade Fights. Romanowski w jednej z dwóch walk półfinałowych zmierzył się z doświadczonym Brazylijczykiem, Gustavo Erakiem. Przegrał jednogłośną decyzją sędziów.

### Powrót do KSW
2 czerwca 2023 podczas oficjalnej ceremonii ważenia przed galą XTB KSW 83: Colosseum 2 poinformowano, że do karty walk tej imprezy został dodany pojedynek Sebastiana Romanowskiego z Mariuszem Joniakiem, który odbył się następny dzień później na Stadionie Narodowym w Warszawie. Walkę po trzyrundowej batalii większościową decyzją sędziów (29-28, 28-29, 29-28) zwyciężył Joniak.

## Kariera bokserska
We wrześniu 2020 roku miał wystąpić na gali Minutor Energia Armia Fight Night 8 w formule MMA, jednak w związku z kontuzją przeciwnika zadebiutował w formule bokserskiej w starciu z mistrzem DSF Kickboxing Challange, Eliaszem Jankowskim. Wygrał pojedynek po czterech rundach jednogłośnie na punkty.

## Osiągnięcia
- 2011: VII MP ADCC, kat. -65,9 kg (średnio zaawansowani) – 2 miejsce[25].
- 2008: IV edycja Ligi Shooto, kat. 60 kg (juniorzy) – 1 miejsce[26].
- 2014: Arena Berserkerów 6 – bonus za walkę wieczoru z Januszem Staszewskim[27].
- 2016: KSW 37 – bonus za walkę wieczoru z Romanem Szymańskim[8].
- 2017: VII Mistrzostw Polski NO-GI, kat. -73,5kg, purpurowe pasy – 1 miejsce[28].

## Lista walk w MMA
| Wynik     | Bilans  | Przeciwnik (bilans przed walką)    | Rozstrzygnięcie                           | Runda | Czas | Rozgrywki                        | Data       | Miejsce             | Uwagi                                                    |
| --------- | ------- | ---------------------------------- | ----------------------------------------- | ----- | ---- | -------------------------------- | ---------- | ------------------- | -------------------------------------------------------- |
| Przegrana | 14-11-1 | Mariusz Joniak (10-4)              | Decyzja (większościowa)                   | 3     | 5:00 | XTB KSW 83: Colosseum 2          | 03.06.2023 | Warszawa            | Walka w umownym limicie -74 kg                           |
| Przegrana | 14-10-1 | Gustavo Erak (24-7-2. 1NC)         | Decyzja (jednogłośna)                     | 3     | 5:00 | Blade Fights – Grand Prix Taure  | 04.02.2023 | Kowno               | Półfinał turnieju Grand Prix Taure w wadze piórkowej.    |
| Przegrana | 14-9-1  | Jonas Mågård (11-4)                | Decyzja (jednogłośna)                     | 5     | 5:00 | FEN 31: Lotos Fight Night Łódź   | 28.11.2020 | Łódź                | Pojedynek o pas mistrzowski FEN w wadze koguciej.        |
| Wygrana   | 14-8-1  | Rildeci Lima Dias (23-10)          | Decyzja (jednogłośna)                     | 3     | 5:00 | FEN 27: Rębecki vs. Magomedov    | 18.01.2020 | Szczecin            | Debiut w wadze koguciej.                                 |
| Wygrana   | 13-8-1  | Nikolay Kondratyuk (11-5)          | Decyzja (jednogłośna)                     | 3     | 5:00 | VFCL 10                          | 18.05.2019 | Stargard            |                                                          |
| Wygrana   | 12-8-1  | Evgeny Ryazanov (19-12)            | Decyzja (jednogłośna)                     | 3     | 5:00 | MFP 213                          | 25.11.2017 | Władywostok         |                                                          |
| Przegrana | 11-8-1  | Łukasz Rajewski (6-2)              | Decyzja (jednogłośna)                     | 3     | 5:00 | KSW 38: Live in Studio           | 07.04.2017 | Sękocin Nowy        |                                                          |
| Przegrana | 11-7-1  | Roman Szymański (8-3)              | Techniczne poddanie (duszenie zza pleców) | 3     | 4:58 | KSW 37: Circus of Pain           | 03.12.2016 | Kraków              | Walka w umownym limicie -68 kg. Bonus za walkę wieczoru. |
| Wygrana   | 11-6-1  | Marko Burušić (9-3)                | Decyzja (jednogłośna)                     | 3     | 5:00 | Gladiator Arena 10               | 15.07.2016 | Pyrzyce             |                                                          |
| Przegrana | 10-6-1  | Yusuf Raisov (7-0)                 | Decyzja (jednogłośna)                     | 3     | 5:00 | ACB 29                           | 06.02.2016 | Warszawa            |                                                          |
| Przegrana | 10-5-1  | Rasul Mirzaev (10-0)               | TKO (ciosy pięściami)                     | 3     | 3:20 | Fight Nights Global 19           | 11.06.2015 | Moskwa              |                                                          |
| Wygrana   | 10-4-1  | Maciej Górski (10-6)               | TKO (ciosy pięściami)                     | 2     | 4:20 | XCage 7 / PLMMA 50               | 13.03.2015 | Toruń               |                                                          |
| Wygrana   | 9-4-1   | Jan Marsalek (4-6-1)               | Decyzja (większościowa)                   | 3     | 5:00 | Fighting Zone – Cage Time 1      | 10.12.2014 | Praga               |                                                          |
| Przegrana | 8-4-1   | Henri Hiiemae (6-1)                | Decyzja (niejednogłośna)                  | 3     | 5:00 | MMA Raju 14                      | 18.10.2014 | Tartu               |                                                          |
| Remis     | 8-3-1   | Janusz Staszewski (5-1)            | Remis (większościowy)                     | 3     | 5:00 | Arena Berserkerów 6              | 07.06.2014 | Police              | Bonus za walkę wieczoru.                                 |
| Wygrana   | 8-3     | Alex Leite (0-2)                   | Decyzja (niejednogłośna)                  | 3     | 5:00 | Celtic Gladiator 9               | 22.02.2014 | Dublin              |                                                          |
| Przegrana | 7-3     | Carlos Prada (4-3)                 | Decyzja (jednogłośna)                     | 3     | 5:00 | International Ring Fight Arena 5 | 19.10.2013 | Sztokholm           |                                                          |
| Przegrana | 7-2     | Alex Enlund (7-2)                  | Poddanie (duszenie zza pleców)            | 1     | 3:44 | Cage Warriors 58                 | 24.08.2013 | Grozny              |                                                          |
| Wygrana   | 7-1     | Zsolt Fenyes (1-2)                 | TKO (ciosy pięściami)                     | 3     | 1:58 | MMA Knockout 1                   | 15.06.2013 | Stargard            |                                                          |
| Wygrana   | 6-1     | Martin Fouda Afana Bipouna (2-3-1) | Decyzja (jednogłośna)                     | 3     | 5:00 | International Ring Fight Arena 4 | 09.03.2013 | Sztokholm           |                                                          |
| Wygrana   | 5-1     | Marcin Kabat (5-3)                 | TKO (ciosy pięściami)                     | 1     | 2:06 | WFMMA 2 – West Fighting MMA      | 02.12.2012 | Gorzów Wielkopolski |                                                          |
| Wygrana   | 4-1     | Miłosz Świstak (2-2)               | Poddanie (trójkąt rękoma)                 | 1     | 1:50 | PMMA – Professional MMA 2        | 31.03.2012 | Stargard            |                                                          |
| Wygrana   | 3-1     | Dawid Ziembikiewicz (0-1)          | Decyzja (jednogłośna)                     | 2     | 5:00 | Extreme Fighting Sports 1        | 11.02.2012 | Kołobrzeg           |                                                          |
| Przegrana | 2-1     | Mariusz Pioskowik (5-4)            | Poddanie (duszenie zza pleców)            | 1     | 3:12 | Kazimierza Wielka Fight Night    | 18.09.2011 | Kazimierza Wielka   |                                                          |
| Wygrana   | 2-0     | Krzysztof Bombik (1-0)             | Poddanie (duszenie zza pleców)            | 2     | 4:37 | FCB – Fight Club International   | 07.11.2010 | Berlin              |                                                          |
| Wygrana   | 1-0     | Leszek Kulik (2-0)                 | TKO (przerwanie przez lekarza)            | 1     | 0:59 | Gladiator Arena 2                | 22.10.2010 | Pyrzyce             |                                                          |

## Lista walk w boksie
| Wynik   | Bilans | Przeciwnik       | Rozstrzygnięcie       | Runda | Czas | Rozgrywki                           | Data       | Miejsce | Uwagi                     |
| ------- | ------ | ---------------- | --------------------- | ----- | ---- | ----------------------------------- | ---------- | ------- | ------------------------- |
| Wygrana | 1-0    | Eliasz Jankowski | Decyzja (jednogłośna) | 4     | 3:00 | Minutor Energia Armia Fight Night 8 | 11.09.2020 | Gliwice | Boks w małych rękawicach. |